# كابتن رابح
الكابتن رابح، هو مسلسل تلفزيوني ياباني من فئة الرسوم المتحركة من إنتاج نيبون أنيميشن، وتم بثه لمدة 49 حلقة لأول مرة على تلفزيون طوكيو في الفترة من 10 أكتوبر 1991 إلى 24 سبتمبر 1992.
عرض لأول مرة في فرنسا عام 1992 من قبل القناة الفرنسية الأولى Tf1 باسم مدرسة الأبطال (بالفرنسية L'École des champions) وفي إيطاليا باسم A tutto goal، أما الدبلجة إلى اللغة العربية فقد تمت مِن قِبَل شركة راكتي للإنتاج والتوزيع في الشارقة - الإمارات العربية المتحدة.

## قصة الدبلجة
المسلسل يحكي قصة شاب قدم لإيطاليا مع والده من أجل تحقيق حلمه وممارسة كرة القدم حيث تدور أحداث المسلسل بمدينة جنوة الإيطالية حيث يبدأ رابح بطل المسلسل ممارسة كرة القدم بالحي الذي يلعب به ومن تم يشاهده الدكتور روبسون لاعب سابق ويعجب بموهبته فيلعب بفريق كولمبوس ومن ثم ينتقل لفريق سامبوديستا حيث يلتقي بجوليان ومن بعد لفريق جنوى ليشكل الدكتور روبسون ومساعده ديرتيني فريق الأجنحة يضم أمهر اللاعبين بالعالم.

## حقائق عن المسلسل
رابح وهو بطل المسلسل جاء باسم هيكارو يوشكيكاوا (Hikaru Yoshikawa) بالنسخة اليابانية وهو فتى ياباني قدم لإيطاليا لتعلم كرة القدم أما بالفرنسية فجاء باسم بنجامين لفران وهو فرنسي في حين بالإيطالية جاء باسم كارلوس وهو فتى برازيلي أما بالعربية فتم إعطاؤه اسم رابح تكريمًا للاعب الجزائري رابح ماجر أول لاعب عربي حقق كأس رابطة الأبطال الأوربية.

## المصدر
1. ↑  燃えろ! トップストライカー. Media Arts Database (باليابانية). وكالة الشؤون الثقافية اليابانية. Archived from the original on 2022-12-22. Retrieved 2022-12-22.
2. ↑  L'École des champions — Wikipédia

## وصلات خارجية
- كابتن رابح على موقع IMDb (الإنجليزية)
- كابتن رابح على موقع كينوبويسك (الروسية)
- كابتن رابح على موقع ألو سيني (الفرنسية)
- كابتن رابح على موقع قاعدة بيانات الفيلم (الإنجليزية)
- كابتن رابح على موقع ANN anime (الإنجليزية)
- Top Striker (video game) at قنبلة عملاقة
- Top Striker (video game) at جيم فاكس